# Elijah Niko
Pas d'image ? Cliquez ici

a Compétitions nationales et continentales officielles uniquement.

Dernière mise à jour le 25 décembre 2024.
Elijah Elia Niko, né le 11 septembre 1990 à Wellington, est un joueur australien de rugby à XV d'origine samoane évoluant au poste d'ailier.

## Biographie

### Les débuts en rugby à XIII (2005-2011)
En 2005, Elijah Niko devient le plus jeune joueur à 16 ans et 2 moins à jouer dans le championnat néo-zélandais de rugby à XIII avec les Hawke's Bay Unicorns durant la Bartercard Cup.
En 2008, il s'engage avec l'équipe des moins de 20 ans des New Zealand Warriors, toujours en rugby à XIII. En 2010, il remporte la Toyota Cup, terminant son passage avec les Warriors avec 36 matchs et 21 essais.
En 2011, il rejoint les Melbourne Storm pour la saison 2011 de la National Rugby League. Durant la même saison, il joue aussi pour les Brisbane Tigers, l'équipe réserve des Storm, où il est élu ailier de la saison 2011 en Queensland Cup,.

### Débuts en rugby à XV et arrivée en France (2012-2018)
En 2012, il fait ses débuts en rugby à XV en rejoignant les Eastern Suburbs dans la banlieue de Sydney.
Arrivé en France en 2013, le jeune joueur alors âgé de 22 ans sort aguerri par l'expérience de son championnat national, il est vite repéré puis recruté pour 3 saisons par la Section paloise alors en deuxième division du championnat français (Pro D2). En quête du titre national, la Section paloise parvient lors de la saison 2014-2015 à terminer 1re du championnat de Pro D2, traduisant une remontée directe dans l'élite du rugby français.
Sa fin de saison sera écourtée par un prêt comme joker médical au SC Albi en Pro D2.
Après ce court passage à Albi il s'engage en juin 2016 et pour trois saisons avec l'AS Béziers où il espère à 24 ans pouvoir accumuler à nouveau du temps de jeu. Il réussit sa première saison à Béziers où il bénéficie d'un temps de jeu plus important, Elijah Niko marque 6 essais.

### Nouveau départ en Angleterre (2018-2021)
En 2018, il rejoint le club anglais des Yorkshire Carnegie pour la saison 2018-2019 en deuxième division anglaise. Il y dispute 10 matchs et inscrit 4 essais.
Pour la saison suivante, il reste en deuxième division anglaise en s'engageant avec les Ealing Trailfinders.
En février 2021, il rejoint les Bedford Blues toujours dans le même championnat.

### Retour en France avec le Stade aurillacois (depuis 2021)
En juin 2021, il fait son retour en France en s'engageant pour deux saisons en Pro D2 avec le stade aurillacois. En janvier 2023, il prolonge son contrat jusqu'en juin 2026. En mars 2023, après le match face au FC Grenoble rugby, il est écarté du groupe professionnel jusqu'à la fin de la saison pour s'en être pris physiquement à un membre du staff aurillacois.

## Palmarès
- Vainqueur de la Toyota Cup avec les New Zealand Warriors en 2010.
- Champion de France de Pro D2 avec la Section paloise en 2015.